# Blagoj Makendžiev
Blagoj Georgiev Makendžiev (in bulgaro Благой Георгиев Макенджиев?; Petrič, 11 luglio 1988) è un calciatore bulgaro, portiere del Krumovgrad.

## Biografia
Ha un fratello minore, Milčo, ex calciatore professionista.

## Carriera

### Club
Ha giocato nella prima divisione bulgara.

### Nazionale
Ha debuttato con la maglia della nazionale nel 2015.

## Palmarès

### Club

#### Competizioni nazionali
- Coppa di Bulgaria: 1

CSKA Sofia: 2010-2011
- Supercoppa di Bulgaria: 2

CSKA Sofia: 2011
Beroe: 2013